# 靜修
靜修（hesychasmos），又譯為靜默主義，一種隱士祈禱者的傳統，流行於東方正教會與東儀天主教會之中。遵守這個傳統的基督教修士，保持靜默（ἡσυχάζω，hesychazo）的修練，被稱為隱修士（Ἡσυχαστής，hesychastes）。
靜修傳統，根據《馬太福音》中，耶穌所說的：「進入內室禱告」，祈禱者放棄外在感官的追求，在內心的平靜中，體驗到對上帝的知識。

## 词源
靜修的字根起源於古希臘語：（hesychia），意思是安靜、沈默、休息。